# Georges-Louis Leclerc de Buffon

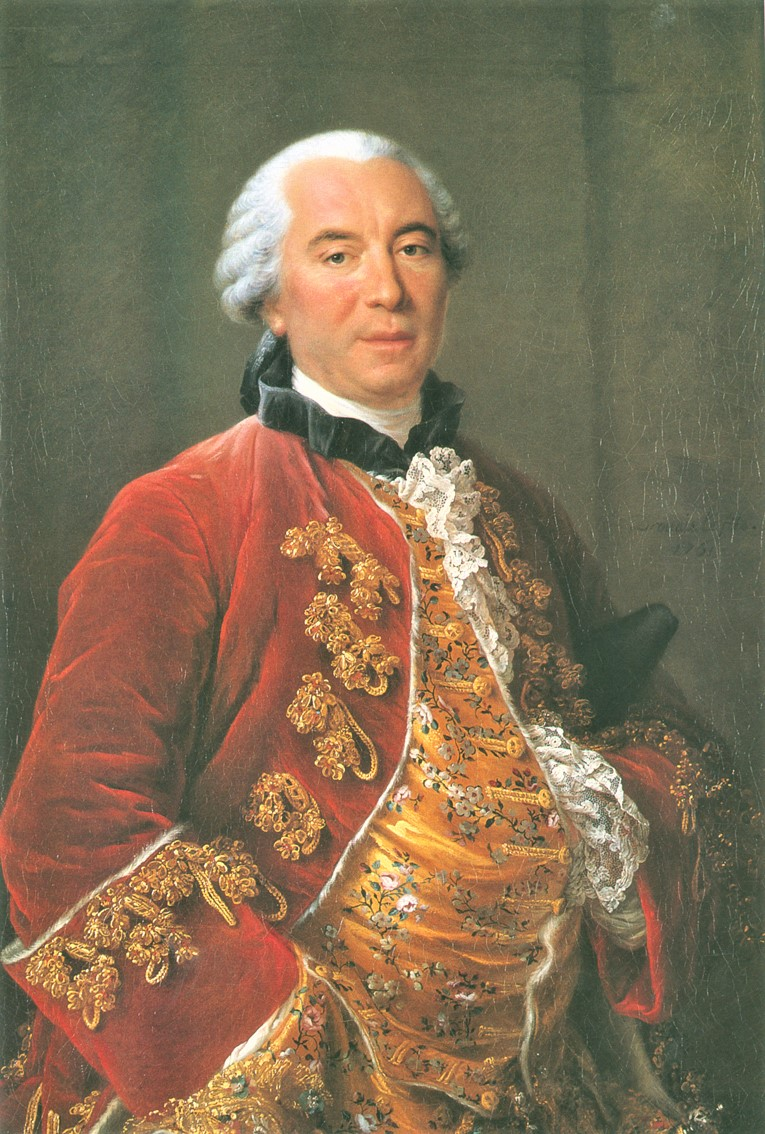
Portret van Buffon door François-Hubert Drouais

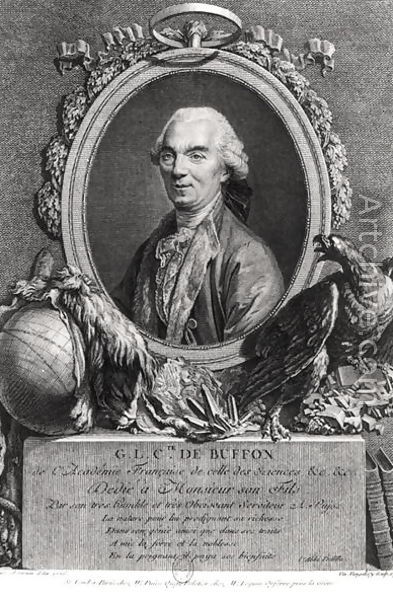
Buffon in 1777 door Georges-Louis Leclerc. De gravure is van de hand van Vincenzio Vangelisti

Georges-Louis Leclerc, graaf de Buffon (Montbard, 7 september 1707 - Parijs, 16 april 1788) was een Franse natuuronderzoeker en hoofd van de koninklijke tuinen van de Franse koning Lodewijk XV. Hij was lid van de Académie des Sciences en van de Académie française.
Als "Encyclopédiste" verkeerde Buffon in de kring van Condillac, Marmontel, Alembert, Helvétius, D'Holbach, Turgot, Condorcet en in mindere mate ook Voltaire.
Zijn aanpak beïnvloedde de encyclopedie van Denis Diderot en zijn ideeën beïnvloedden ook de volgende generaties natuuronderzoekers en in het bijzonder Jean-Baptiste Lamarck, Georges Cuvier en Charles Darwin.

## Biografie
Buffon werd geboren te Montbard in Bourgondië als zoon van Benjamin François Leclerc en Anne-Christine Marlin. Buffon bezocht een jezuïetenschool te Dijon en studeerde vanaf 1728 geneeskunde, astronomie en botanie aan de universiteit van Angers. Na een duel in 1730, waarbij hij een Engelsman doodde, werd hij gedwongen tijdelijk uit Frankrijk te vertrekken. Na zijn terugkeer werd hij in 1739 benoemd tot directeur van de Koninklijke Plantentuin, waarbij hij de koninklijke musea, tuinen en menagerieën te beheren kreeg. Dat was het begin van zijn levenswerk. In 1733 werd Buffon benoemd tot lid van de Académie des Sciences en in 1753 tot lid van de Académie française.

## Natuurlijke Historie
In 1749 werd het eerste deel van zijn Histoire Naturelle gepubliceerd. Er zouden in de veertig jaar daarna nog 43 delen volgen. Buffon behandelde de natuurlijke historie (vroeger gebruikt als verzamelnaam voor zoölogie, fysiologie, geologie, botanie, antropologie en kosmologie) op een moderne wetenschappelijke manier en rekende af met de religieuze invloed daarin. Buffon kan worden beschouwd als een van de grondleggers van de moderne biologie en de geologie.
Het was de in geologie geïnteresseerde Buffon duidelijk dat de aarde veel ouder was dan de 6000 jaar die de kerk leerde. Buffons gedachtegoed over de verandering die dieren onder druk van de omstandigheden ondergaan (evolutie), was een voorzichtige voorloper van dat van Charles Darwin, maar de van de gunst van de koning afhankelijke Buffon heeft het niet aangedurfd om de conclusies die hij uit zijn studies had getrokken, in brede kring te presenteren.

## Publicatie over Buffon
- Jason Roberts: Al wat leeft. De grote en dodelijke wedloop om al het leven te kennen. Vert. door Edzard Knol. Amsterdam, Hollands Diep, 2025. ISBN 9789048848348 (Over De Buffon en Linnaeus)